# Driante (figlio di Ares)
Driante è un personaggio della mitologia greca, figlio di Ares.

## Il mito
Partecipò alla caccia al cinghiale di Calidone e combatté a fianco dei Lapiti contro i Centauri. Il fratello Tereo, fraintendendo la risposta di un oracolo, lo uccise, temendo che fosse proprio Driante il congiunto che avrebbe assassinato il suo figlioletto Iti.

## Interpretazione
Probabilmente la scena della morte di Driante in realtà mostrava una quercia (Driante significa quercia) e un sacerdote che prevedeva il futuro, al modo druidico.